# Florence Wallace Pomeroy
Florence Wallace Pomeroy (ur. 14 czerwca 1843 w Belfaście, zm. 30 kwietnia 1911 w South Kensington) – brytyjska reformatorka stroju kobiet, cyklistka, działaczka na rzecz praw wyborczych kobiet, wicehrabina Harberton.

## Życiorys
Urodziła się w Malone House w Belfaście. Była córką bogatego właściciela ziemskiego Williama Wallace'a Legge (zm. 1868), sędziego pokoju hrabstwa Antrim, i jego żony Eleanor Wilkie Forster.
W 1861 wyszła za mąż za Jamesa Spencera Pomeroya (1836–1912). Rok później została wicehrabiną Harberton (mąż otrzymał tytuł 6. wicehrabiego Harberton). Mieli czworo dzieci: Aline Florence, Hildę Evelyn, Ernesta Arthura George'a (1867–1944, 7. wicehrabiego) i Ralpha Legge'a (1869–1956, 8. wicehrabiego).
W 1880 zaangażowała się w kampanię na rzecz reformy ubioru. W 1883 została prezeską Rational Dress Society (prawdopodobnie w 1881 wraz z m.in. Constance Lloyd założyła organizację). Stowarzyszenie apelowało o reformę stroju kobiet na pozwalające na swobodę ruchu, by m.in. umożliwić kobietom jazdę na rowerze. Sama Pomeroy od młodości była zapaloną rowerzystką. Wynalazła spódnico-spodnie.
W 1893 „The Guardian” wspomniał o organizacji „Short Skirts League”, do której należała wicehrabina, a której członkinie nosiły spódnice krótsze o co najmniej 5 cali niż obowiązujące wówczas spódnice do ziemi. W 1898 Pomeroy założyła Rational Dress League. W 1898 jest notowana jako skarbniczka organizacji.
Zyskała sławę, gdy pozwała właścicielkę Hautboy Inn w Ockham (Surrey), która odmówiła jej obsługi, ponieważ miała na sobie pumpy zamiast – społecznie akceptowanej w ubiorze kobiety – spódnicy. Pomeroy była wówczas na wycieczce rowerowej. Przegrała sprawę, ponieważ udowodniono, że zaoferowano jej obsługę w innym pomieszczeniu zajmowanym przez trzech mężczyzn. W geście solidarności z Pomeroy powstały nowe kluby cyklistek. Incydent wzmógł debatę na temat reformy stroju kobiet.
W październiku 1899 gościła w swoim domu w Londynie grupę kobiet planujących założyć Ladies Automobile Club. Z powodu ówczesnego niewystarczającego wsparcia dla pomysłu klub o tej nazwie powstał dopiero w 1903.
Później zajęła się sprawą praw wyborczych kobiet. Publikowała w prasie, przekonując, że kobiety są zdolne do pracy nawet bardziej niż mężczyźni, oraz broniąc praw kobiet w sferze społecznej i ekonomicznej. Prowadziła kampanię na rzecz reform w celu zapobiegania gruźlicy.